# Geraldo Majella Agnelo
Geraldo Majella Agnelo (ur. 19 października 1933 w Juiz de Fora, zm. 26 sierpnia 2023 w Londrinie) – brazylijski duchowny rzymskokatolicki, doktor nauk teologicznych w zakresie liturgiki, biskup diecezjalny Toledo w latach 1978–1982, arcybiskup metropolita Londrina w latach 1982–1991, sekretarz Kongregacji ds. Kultu Bożego i Dyscypliny Sakramentów w latach 1991–1999, arcybiskup metropolita São Salvador da Bahia i prymas Brazylii w latach 1999–2011, kardynał prezbiter od 2001, od 2011 arcybiskup senior archidiecezji São Salvador da Bahia.

## Życiorys
Kształcił się w seminarium Św. Antoniego w Juiz de Fora, seminarium w Pirapora do Bom Jesus, centralnym seminarium w São Paulo; doktorat z liturgii świętej obronił w Papieskim Athenaeum S. Anselmo w Rzymie (1969). 27 czerwca 1957 w São Paulo przyjął święcenia kapłańskie. Pracował przez ponad 20 lat w parafii Św. Antoniego w Barra Funda, koordynował działalność stowarzyszenia młodzieży katolickiej, wykładał i był dyrektorem duchowym seminarium São Cura d'Ars. Wykładał także w seminariach w Aparecida i Ipiranga oraz na uniwersytecie katolickim. Od 1964 zasiadał w kapitule katedralnej w São Paulo.
14 maja 1978 został mianowany biskupem Toledo (w Brazylii), odebrał sakrę 6 sierpnia 1978 z rąk kardynała Paulo Evaristo Arnsa, arcybiskupa São Paulo. W październiku 1982 przeszedł na arcybiskupstwo Londrina. W latach 1991–1999 pracował w Kurii Rzymskiej na stanowisku sekretarza Kongregacji Kultu Bożego i Dyscypliny Sakramentów; w 1995 został powołany do Centralnego Komitetu Przygotowawczego Wielkiego Jubileuszu Roku 2000. W styczniu 1999 powrócił do Brazylii na stolicę arcybiskupią São Salvador da Bahia, będącą siedzibą prymasa.
W lutym 2001 Jan Paweł II wyniósł go do godności kardynalskiej, nadając tytuł prezbitera S. Gregorio Magno alla Magliana Nuova. 5 maja 2003 kardynał Agnelo został wybrany na 5-letnią kadencję na stanowisko przewodniczącego Konferencji Episkopatu Brazylii. Brał udział w sesjach Światowego Synodu Biskupów w Watykanie oraz w IV konferencji generalnej Episkopatów Latynoamerykańskich w Santo Domingo (Dominikana, październik 1992).
12 stycznia 2011 papież Benedykt XVI przyjął jego rezygnację z funkcji arcybiskupiej w São Salvador da Bahia ze względu na osiągnięty wiek emerytalny. Jednocześnie mianowany został następca, którym został dotychczasowy metropolita Florianópolis Murilo Krieger.
Uczestnik konklawe 2005 i konklawe 2013 roku.
19 października 2013 w związku z ukończeniem 80 lat Geraldo Majella Agnelo utracił prawo udziału w konklawe.